# 職名
| ウィキペディアには「職名」という見出しの百科事典記事はありません（タイトルに「職名」を含むページの一覧/「職名」で始まるページの一覧）。 代わりにウィクショナリーのページ「職名」が役に立つかもしれません。 |